# ماخووا
ماخووا (به چکی: Machová) یک منطقهٔ مسکونی در جمهوری چک است که در ناحیه زلین واقع شده‌است. ماخووا ۳٫۱۵ کیلومتر مربع مساحت و ۵۴۷ نفر جمعیت دارد و ۲۴۵ متر بالاتر از سطح دریا واقع شده‌است.